# Rockaway (zespół muzyczny)
Rockaway – polski zespół rockowy założony w 2001 w Rzeszowie.

## Historia
Zespół powstał z inicjatywy gitarzysty i wokalisty Lecha „Leszarda” Żukowskiego, basisty Dominika Piłata i perkusisty Mateusza Kilisińskiego. W 2001 skład uzupełnił gitarzysta i harmonijkarz Bogusław Salnikow. W 2004 do zespołu dołączył gitarzysta Maciej „Niuniek” Altman.
W 2006 roku powstało oficjalne demo grupy pt. Brudna. W 2008 zespół wystąpił na Festiwalu w Jarocinie, gdzie otrzymał nagrodę publiczności oraz drugie wyróżnienie od jury. Singiel „Czy Marilyn Monroe zbawi świat?” ukazał się na festiwalowej kompilacji Generacja XXI Mała Scena Jarocin 2008. Również w 2008 roku zespół wystąpił na Festiwalu „Be Free” we Lwowie oraz w finale konkursu Polskiego Radia „Przebojem na antenę” zdobywając tam czwarte miejsce.
W marcu 2009 roku został wydany album pt. Rockaway. Płyta została wydana przez niezależnego wydawcę, dystrybutorem ogólnopolskim nagrań była firma Fonografika. Album został nagrany w studiu nagraniowym Spaart w Boguchwale k. Rzeszowa. Realizacją nagrań, miksowaniem, masteringiem oraz produkcją muzyczną zajął się Jacek Młodochowski.
W ramach promocji zespół odbył trasę koncertową pod nazwą „Zakonnice Gwiazdy Porno”. Koncert premierowy odbył się 27 lutego 2009 w Studiu Polskiego Radia w Rzeszowie. W koncercie udział wzięli: Tomasz Rzeszutek – wokalista zespołów Neonovi i Jesus Chrysler Suicide, Krzysztof Bara „Bufet” z grupy Wańka Wstańka, Ania Liszkowicz i Jacek Młodochowski z Adapters oraz Marcin Sułek i Paweł Rączy z Brown. Do singla promującego płytę – „Czy Marilyn Monroe zbawi świat?” – powstał teledysk.
W 2009 roku zespół wystąpił ponownie na Festiwalu Breakout oraz na Festiwalu w Jarocinie. Muzyka Rockaway oraz remiksy utworów zespołu zostały wykorzystane w 2010 roku w filmie Złapani w sieci niezależnego reżysera Bena Talara. W lutym 2011 roku na perkusji Mateusza Kilisińskiego zastąpił Michał Balogh.
W roku 2011 ukazał się kolejny album zespołu, zatytułowany Nie ma emtiwi. Materiał powstał podczas sesji nad jeziorem Łukcze w woj. lubelskim. Kompozycje zawierają nawiązania do klasyki kina oraz kina niezależnego. Album, wydany przez Big Bit Audio, został udostępniony w całości w sieci, płyty pojawiły się w nakładzie limitowanym.
W 2012 roku zespół zarejestrował większość materiału na kolejną płytę i wystąpił z krótką serią koncertów w kilku miastach Polski. W kolejnym roku ukazała się ich płyta z ilustracjami muzycznymi do filmu W cieniu Chucka Norrisa w reżyserii Bena Talara. Soundtrack zawierał również piosenki „Czy Marylin Monroe zbawi świat”, „Szczęśliwy człowiek” oraz „Znikający punkt”. W 2014 roku zespół ruszył w nową trasą koncertową promującą płytę Sygnał Ufo Wieża.
W marcu 2016 roku grupa zarejestrowała koncert w studiu koncertowym im. Tadeusza Nalepy w rzeszowskim oddziale Polskiego Radia. W lutym 2019 r. zespół otrzymał nagrodę publiczności w plebiscycie Polskiego Radia Rzeszów Werbel 2019 r. za płytę "Gefen". Na płycie znalazło się 14 utworów, które określają styl artystyczny grupy. Produkcją zajął się Jacek Młodochowski, który od wielu lat współpracuje z muzykami.

## Dyskografia
- Brudna (2006)
- Rockaway (2009)
- Nie ma emtiwi (2011)
- W cieniu Chucka Norrisa – OST (2013)
- Sygnał Ufo Wieża (2014)
- GEFEN (2021)
- "R" (2023)